# Verso la vita (film 1947)
Verso la vita è un cortometraggio del 1947 diretto da Dino Risi.